# Andrea Jardí
Andrea Jardí Cuadrado (ur. 13 marca 1990 w Tarragonie) – hiszpańska narciarka alpejska, uczestniczka Zimowych Igrzysk Olimpijskich 2010 w Vancouver, mistrzyni Hiszpanii w slalomie z 2009 roku.
W Pucharze Świata zadebiutowała 27 października 2007 w Sölden w slalomie gigancie i jednocześnie był to jej jedyny występ w Pucharze Świata.
Pięciokrotnie zdobyła medale alpejskich mistrzostw Hiszpanii, z czego raz w 2009 roku zdobyła złoty medal w slalomie.
W 2009 roku zajęła 40. miejsce w slalomie gigancie w ramach mistrzostw świata w narciarstwie alpejskim w Val d’Isère. W lutym 2010 roku wzięła udział w trzech konkurencjach alpejskich na igrzyskach w Vancouver - w supergigancie, slalomie i slalomie gigancie, jednak nie ukończyła żadnego z przejazdów.